# Muzvezve
Muzvezve est une ville du Zimbabwe située dans la province du Mashonaland occidental. Sa population est estimée à 12 091 habitants en 2007.